# Anna B. Sheppard
Anna Biedrzycka Sheppard, abitualmente accreditata come Anna B. Sheppard (Żyrardów, 18 gennaio 1946), è una costumista polacca.

## Biografia
È stata candidata tre volte all'Oscar ai migliori costumi, nel 1994 per Schindler's List - La lista di Schindler, nel 2003 per Il pianista e nel 2015 per Maleficent.

## Filmografia

### Cinema
- Vita di famiglia (Zycie rodzinne), regia di Krzysztof Zanussi (1971)
- Trzeba zabić tę miłość, regia di Janusz Morgenstern (1972)
- Rewizja osobista, regia di Andrzej Kostenko e Witold Leszczynski (1973)
- Illuminazione (Illuminacja), regia di Krzysztof Zanussi (1973)
- Zapis zbrodni, regia di Andrzej Trzos-Rastawiecki e Gerard Zalewski (1974)
- Bilancio trimestrale (Bilans kwartalny), regia di Krzysztof Zanussi (1975)
- Brunet wieczorowa pora, regia di Stanislaw Bareja (1976)
- Colori mimetici (Barwy ochronne), regia di Krzysztof Zanussi (1977)
- Pani Bovary to ja, regia di Zbigniew Kaminski (1977)
- Sam na sam, regia di Andrzej Kostenko (1977)
- La spirale (Spirala), regia di Krzysztof Zanussi (1978)
- La costante (Constans), regia di Krzysztof Zanussi (1980)
- Da un paese lontano (From a Far Country), regia di Krzysztof Zanussi (1981)
- Imperativo (Imperativ), regia di Krzysztof Zanussi (1982)
- Il potere del male (Paradigma), regia di Krzysztof Zanussi (1985)
- Un prete da uccidere (To Kill a Priest), regia di Agnieszka Holland (1988)
- Schindler's List - La lista di Schindler (Schindler's List), regia di Steven Spielberg (1993)
- Dragonheart, regia di Rob Cohen (1996)
- L'orco (Der Unhold), regia di Volker Schlöndorff (1996)
- Washington Square - L'ereditiera (Washington Square), regia di Agnieszka Holland (1997)
- La proposta (The Proposition), regia di Lesli Linka Glatter (1998)
- Martha da legare (Martha - Meet Frank, Daniel and Laurence), regia di Nick Hamm (1998)
- Brivido di sangue (The Wisdom of Crocodiles), regia di Po-Chih Leong (1998)
- Insider - Dietro la verità (The Insider), regia di Michael Mann (1999)
- Maybe Baby, regia di Ben Elton (2000)
- Circus, regia di Rob Walker (2000)
- Il pianista (The Pianist), regia di Roman Polański (2002)
- 2 cavalieri a Londra (Shanghai Knights), regia di David Dobkin (2003)
- Il giro del mondo in 80 giorni (Around the World in 80 Days), regia di Frank Coraci (2004)
- Sahara, regia di Breck Eisner (2005)
- Oliver Twist, regia di Roman Polański (2005)
- Hannibal Lecter - Le origini del male (Hannibal Rising), regia di Peter Webber (2007)
- Fred Claus - Un fratello sotto l'albero (Fred Claus), regia di David Dobkin (2007)
- Bastardi senza gloria (Inglourious Basterds), regia di Quentin Tarantino (2009)
- The Devil's Double, regia di Lee Tamahori (2011)
- Captain America - Il primo Vendicatore (Captain America: The First Avenger), regia di Joe Johnston (2011)
- Storia di una ladra di libri (The Book Thief), regia di Brian Percival (2013)
- Maleficent, regia di Robert Stromberg (2014)
- Fury, regia di David Ayer (2014)
- Now You See Me 2, regia di Jon M. Chu (2016)
- American Assassin, regia di Michael Cuesta (2017)
- Spider-Man: Far from Home, regia di Jon Watts (2019)
- Bob Marley - One Love, regia di Reinaldo Marcus Green (2024)

### Televisione
- Dietro la parete (Za sciana), regia di Krzysztof Zanussi (1971) (TV)
- Hipoteza, regia di Krzysztof Zanussi (1973) (TV)
- Dluga noc poslubna, regia di Jerzy Domaradzki (1977) (TV)
- Contratto (Kontrakt), regia di Krzysztof Zanussi (1980) (TV)
- Versuchung, regia di Krzysztof Zanussi (1982) (TV)
- Citizen Locke, regia di Agnieszka Piotrowska (1994) (TV)
- Band of Brothers - Fratelli al fronte (Band of Brothers) (2011) (TV)

## Riconoscimenti
- Oscar ai migliori costumi
  - 1994: candidata - Schindler's List - La lista di Schindler
  - 2003: candidata - Il pianista
  - 2015: candidata - Maleficent

- Premio César per i migliori costumi
  - 2003: candidata - Il pianista

- BAFTA ai migliori costumi
  - 1994: candidata - Schindler's List - La lista di Schindler